# 영종하늘도시
영종하늘도시는 대한민국 인천광역시 중구 영종동에 위치한 신도시로, 영종국제도시의 일부이다.

## 아파트
| 단지명                                 | 건설사                        | 시행사                                                                | 주소     | 입주              | 비고 |
| -------------------------------------- | ----------------------------- | --------------------------------------------------------------------- | -------- | ----------------- | ---- |
| e편한세상 영종하늘도시                 | 대림산업                      | 한국자산신탁                                                          |          | 2018년 8월        |      |
| e편한세상 영종국제도시 오션하임        | 대림산업                      | 영종하늘도시투자                                                      |          | 2018년 12월       |      |
| e편한세상 영종국제도시 센텀베뉴        | 대림산업                      | 영종하늘도시2차주택위탁관리부동산                                     |          | 2023년 3월        |      |
| 영종국제도시 SK VIEW 스카이시티        | 에스케이에코플랜트            | 디에스네트웍스                                                        |          | 2022년 2월        |      |
| 영종국제도시 SK VIEW 스카이시티 2차    | 에스케이에코플랜트            | 디에스네트웍스                                                        |          | 2022년 8월        |      |
| 영종국제도시 호반써밋 스카이센트럴     | 호반건설                      | 호반건설                                                              |          | 2022년 7월        |      |
| 영종국제도시 호반써밋 스카이센트럴 2차 | 호반건설                      | 호반건설                                                              |          | 2024년 10월       |      |
| 영종국제도시 화성파크드림              | 화성산업                      | 화성산업                                                              | 화성산업 |                   |      |
| 영종국제도시 화성파크드림 2차          | 화성개발                      |                                                                       |          |                   |      |
| 영종오션파크 모아엘가 그랑데           | 덕평산업개발                  | 혜림건설                                                              |          |                   |      |
| 영종 진아레히                          | 리채 진아건설 아이리스건설    | 한양영종피에프브이                                                    |          |                   |      |
| 영종국제도시 대성베르힐 스카이시티     | 대성베르힐건설 디에스종합건설 | 대성건설 대성베르힐건설 인천영종피에프브이 누비건설 경운건설 자강건설 |          |                   |      |
| 영종국제도시 제일풍경채 디오션         | 제일건설                      | 인천영종1차피에프브이                                                 |          | 2025년 9월 (예정) |      |
| 영종국제도시 제일풍경채 2차            | 제일건설                      | 인천영종1차피에프브이                                                 |          |                   |      |
| 영종국제도시 디에트르 1차              | 대방건설                      | 디비종합건설 디비주택                                                 |          |                   |      |
| 영종국제도시 한신더휴 스카이파크       |                               |                                                                       |          |                   |      |
| 영종국제도시 동원로얄듀크 마리나포레   | 동원개발                      | 21세기개발                                                            |          |                   |      |
| 영종국제도시 서한이다음                | 서한                          |                                                                       |          |                   |      |
| 운서역 푸르지오 더 스카이              | 대우건설                      |                                                                       |          |                   |      |
| 영종하늘도시 푸르지오 자이             | 지에스건설 대우건설           | 인천도시공사                                                          |          | 2019년 2월        |      |
| 운서역 대라수 어썸에듀                 | 대라수건설                    |                                                                       |          |                   |      |